# Chordeumatidea
Chordeumatidea – podrząd wijów z gromady dwuparców
i rzędu Chordeumatida.
Tułów u dorosłych form tych dwuparców złożony jest z 26 lub 30 pierścieni. Głowę cechuje brak przedbródka w gnatochilarium. Gruczoły biodrowe występują w jedenastej parze odnóży. Odnóża dziesiątej pary są silnie uwastecznione, przy czym sposób redukcji może być różny. W trakcie kopulacji w przekazywaniu nasienia biorą udział przednie gonopody oraz koksyty tylnych gonopodów. Telopodity tylnych gonopodów są natomiast zredukowane do pojedynczego, nabrzmiałego członu.
Takson ten wprowadzony został w 1894 przez Reginalda Innesa Pococka. William Shear umieszcza w nim tylko nadrodzinę Chordeumatoidea z dwiema rodzinami:
- Chordeumatidae C.L. Koch, 1847
- Speophilosomatidae Takakuwa, 1949

Łącznie należy doń 27 opisanych gatunków. W publikacji z 2000 Shear nie wyklucza, że rodzina Speophilosomatidae być może powinna być umieszczana we własnej nadrodzinie w obrębie Craspedosomatidea.